# Francesco Laudadio
Francesco Laudadio (Mola di Bari, 2 de gener de 1950 - Bolonya, 6 d'abril de 2005) va ser un director de cinema i televisió italià, a més d'escriptor.
Als 18 anys va ser el principal líder del moviment estudiantil de Bari el 1968-70, aleshores dirigent del Partit Comunista Italià fins al 1975. Llicenciat en filosofia, germà de Felice Laudadio, va abandonar l'activitat política militant a finals de 1975 i, després d'haver-se traslladat de Província de Bari a Roma, s'apropa al cinema el 1976 treballant primer com a secretari d'edició i producció cinematogràfica i immediatament després com a ajudant de direcció d'Ettore Scola, Alberto Sordi, Pasquale Squitieri, Gianni Serra i especialment Mario Monicelli. El 1992 va fundar la seva pròpia productora cinematogràfica, Filmola srl, amb la qual coproduirà algunes de les pel·lícules que va escriure i va dirigir i iniciarà la producció d'altres obres cinematogràfiques dirigides per la directora alemanya Margarethe von Trotta, entre elles Das Versprechen, pel·lícula d'obertura del 45è Festival Internacional de Cinema de Berlín el 1995 i candidata d'Alemanya al Oscar a la millor pel·lícula de parla no anglesa el mateix any.
Va debutar com a director l'any 1982 amb Grog, en competició al Festival de Venècia de 1982, guanyador al Festival Internacional de Cinema de Sant Sebastià 1982 i un David di Donatello. Autor atent a la problemàtica del nostre temps, en deu anys va dirigir cinc pel·lícules interessants i reeixides, entre elles Fatto su misura, que tracta un tema candent com és la inseminació artificial,, Topo Galileo, una de les poques interpretacions cinematogràfiques de Beppe Grillo, i La riffa, rodada íntegrament a Província de Bari i remake gratuït d'un famós episodi de Boccaccio '70 amb Monica Bellucci - en el seu debut cinematogràfic- en el paper que va ser Sophia Loren.
Després de col·laborar en el guió de dues pel·lícules de producció francesa, va arribar a la televisió com a director de dues pel·lícules i alguns episodis de la sèrie Il mastino. Afectat per una greu malaltia, mor als 55 anys, el seu germà Felice anuncia que el cos del seu germà serà incinerat i no hi haurà funeral, va tornar a la gran pantalla per darrera vegada el 2004 amb Signora , un drama sentimental ambientat durant el feixisme.
L'any 2007 la seva novel·la pòstuma Scrivano Ingannamorte va ser publicada per Sellerio Editore, amb un prefaci d'Andrea Camilleri i un epílogo de Piero Di Siena. Novament es va publicar pòstumament el seu llibre La sirena delle 10. Cronaca dell'organizzazione degli scioperi operai del marzo 1943 a Torino per la Fundació Francesco Laudadio, creada en el seu honor, amb un prefaci de Maurizio Landini, introducció d'Alexander Hoebel i una nota de Piero Di Siena. Sempre la Fondazione Laudadio ha publicat els volums Intifada de Francesco Laudadio, Giorgio Arlorio i Emile Habibi, i Francesco Laudadio fra politica e cinema d'Eleonora Zonno (2011). Algunes tesis de grau a la Universitat de Bari "Aldo Moro" s'han centrat en el treball cinematogràfic de Laudadio.

## Filmografia

### Director

#### Cinema
- Topo Galileo (1988)
- Roma 12 novembre 1994 – curtmetratge (1995)
- Un addio nel west, episodi d' Esercizi di stile (1996)
- Donne, episodi d' Alfabeto italiano – curtmetretge (1998)

#### Televisió
- Il mastino – sèrie de televisió (1997)
- Marco e Giulia. Inviati speciali (2001)

### Director i guionista

#### Cinema
- Grog (1982)
- L'addio a Enrico Berlinguer, documental col·lectiu (1984)
- Fatto su misura (1985)
- La riffa (1991)
- Persone perbene (1992)
- Signora (2004)

#### Televisió
- L'ultimo concerto – telefilm (1996)

### Col·laboracions
- Signore e signori, buonanotte, dirigida per Ettore Scola, Mario Monicelli, Luigi Comencini i Luigi Magni (director ajudant) (1976)
- Un borghese piccolo piccolo, dirigida per Mario Monicelli (secretari d'edició) (1977)
- Il prefetto di ferro, dirigida per Pasquale Squitieri (secretari d'edició) (1977)
- Il nero muove, dirigida per Gianni Serra (ajudant de direcció) (1977)
- Un viatge amb l'Anita, dirigida per Mario Monicelli (ajudant de direcció) (1978)
- Temporale Rosy, dirigida per Mario Monicelli (ajudant de direcció) (1979)
- Camera d'albergo, dirigida per Mario Monicelli (ajudant de direcció) (1980)
- Das Versprechen (Les années du mur), dirigida per Margarethe von Trotta (1995)
- Les gens normaux n'ont rient d'exceptionnel, dirigida per Laurence Ferreira Barbosa (col·laboració en el guió) (1996)

## Reconeixements
- David di Donatello
  - 1983 – David di Donatello al millor director novell per Grog

- Globo d'oro
  - 2005 – Globo d'oro de la premsa estrangera per Signora

- Festival Internacional de Cinema de Sant Sebastià
  - 1982 - Gran Premi del Públic per Grog[9]